# Mierkowskie Wydmy

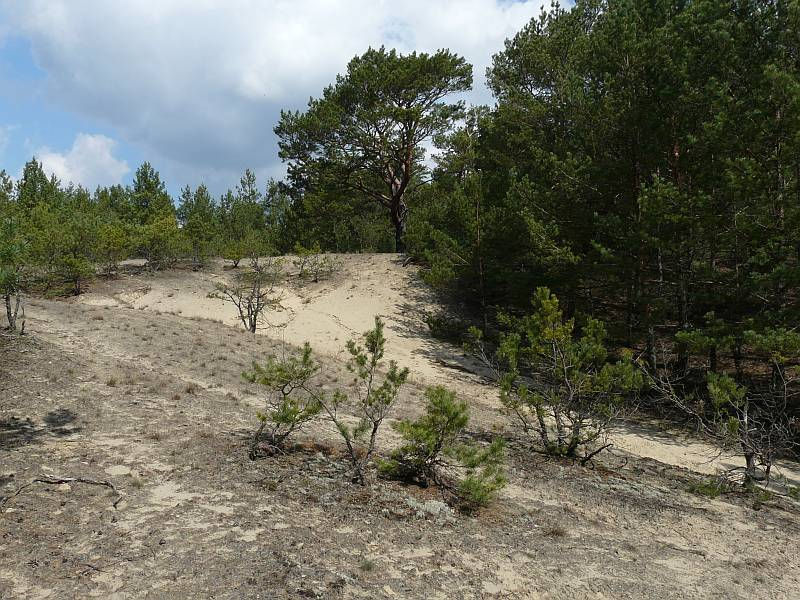
Rezerwat przyrody Mierkowskie Suche Bory

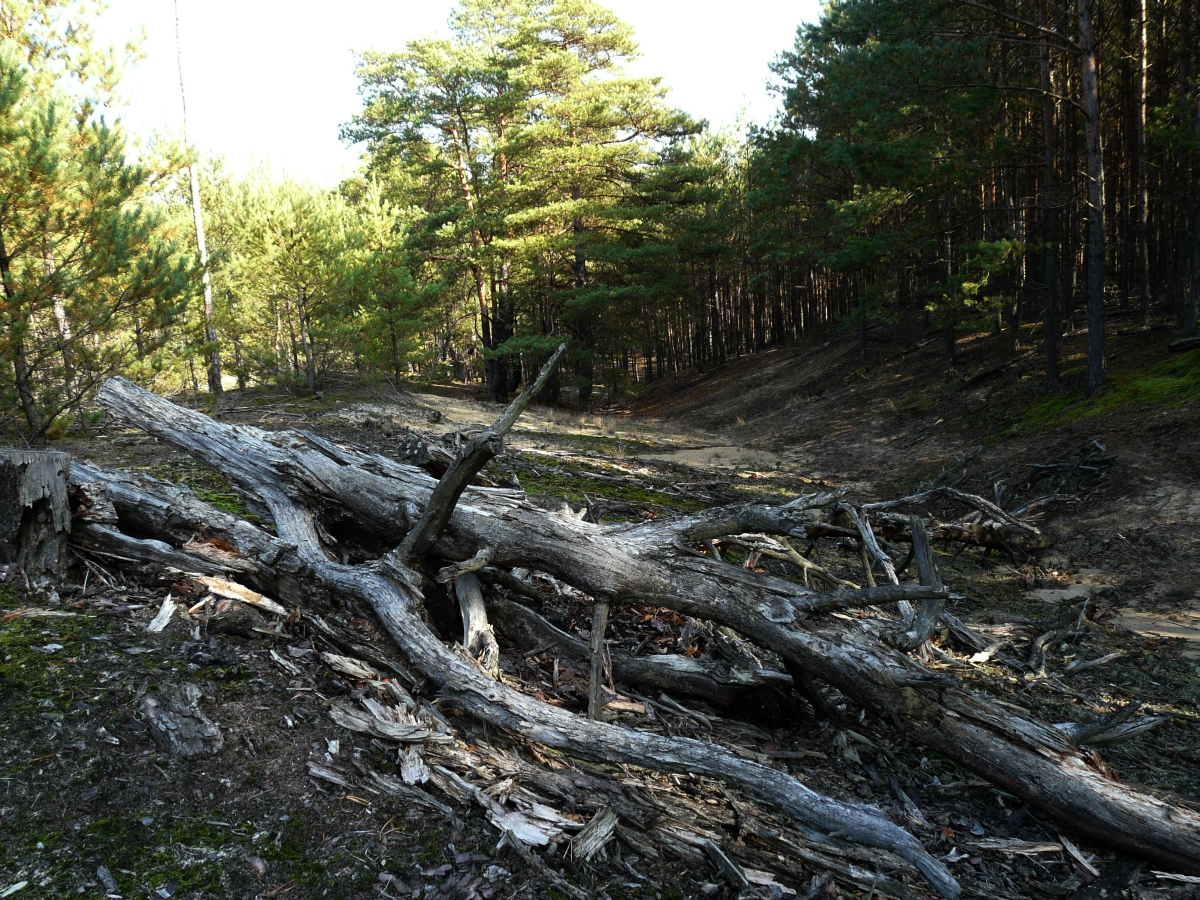
Rezerwat przyrody Mierkowskie Suche Bory

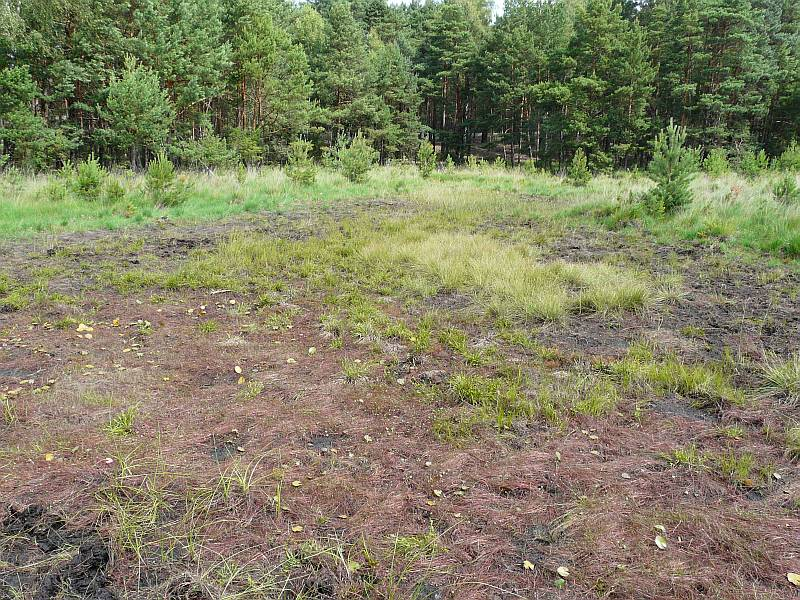
Użytek ekologiczny „Bagna przy Rabym Kamieniu” ze stanowiskiem ponikła wielołodygowego

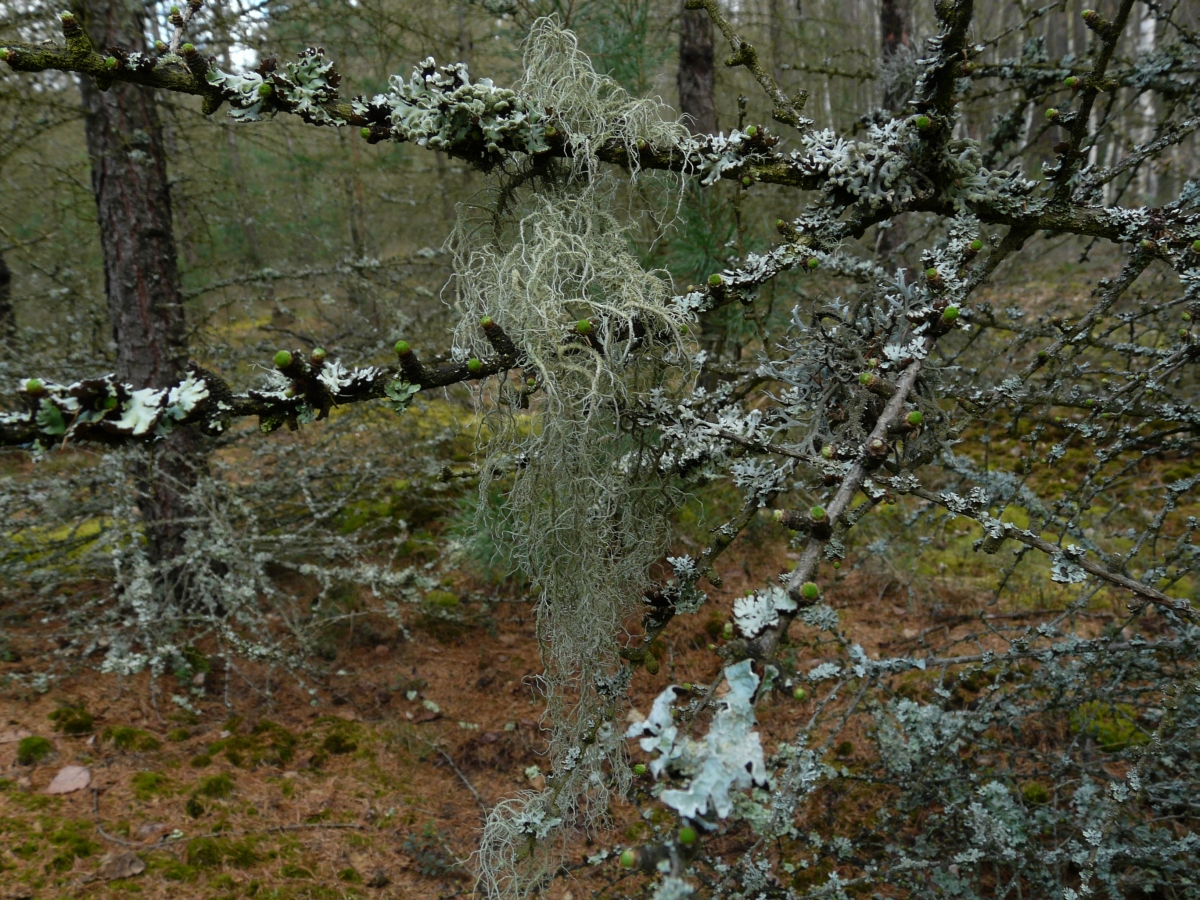
Brodaczki – Mierkowskie Wydmy

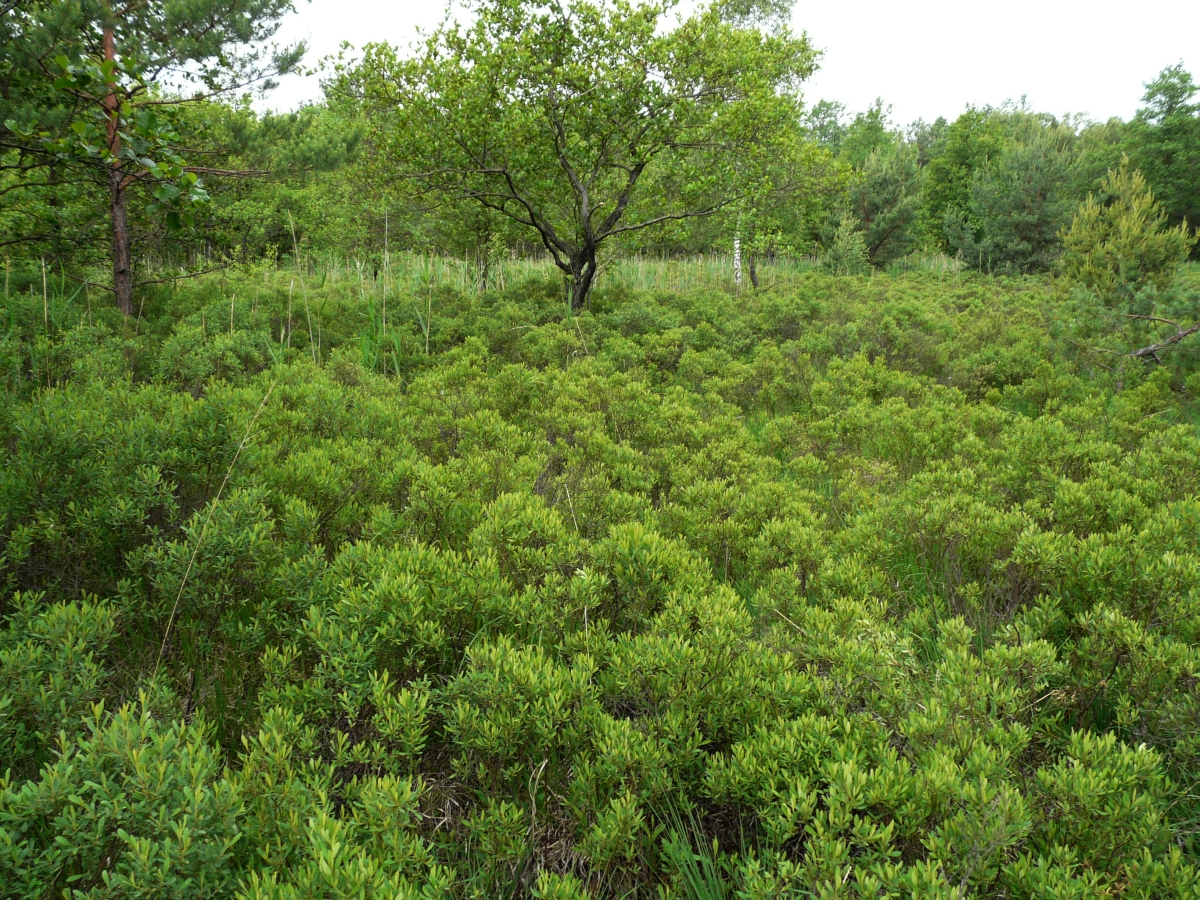
Zarośla woskownicy europejskiej – Myricetum galis – Mierkowskie Wydmy

Mierkowskie Wydmy (PLH080039) – projektowany specjalny obszar ochrony siedlisk sieci Natura 2000, aktualnie obszar mający znaczenie dla Wspólnoty, położony w województwie lubuskim, w powiecie żarskim (gminy Lubsko i Brody) i krośnieńskim (gmina Gubin). Został zatwierdzony w 2011 roku i zajmuje powierzchnię 609,78 ha.

## Położenie
Obiekt położony jest 2 km na zachód od miejscowości Osiek. W jego skład wchodzą rezerwaty przyrody Mierkowskie Suche Bory i Woskownica oraz użytek ekologiczny Bagna przy Rabym Kamieniu. Obiekt leży w granicach Obszaru Chronionego Krajobrazu Zachodnie okolice Lubska.
Według regionalizacji fizycznogeograficznej Jerzego Kondrackiego położenie obiektu określa się następująco:
- Megaregion: Pozaalpejska Europa Środkowa
- Prowincja: Niż Środkowoeuropejski
- Podprowincja: Pojezierza Południowobałtyckie
- Makroregion: Wzniesienia Zielonogórskie
- Mezoregion: Wzniesienia Gubińskie

## Wartość przyrodnicza
Obszar obejmuje kompleks częściowo odsłoniętych wydm oraz szereg zagłębień międzywydmowych. Dominują tu ubogie florystycznie bory chrobotkowe  Cladonio-Pinetum. Na szczytach wydm wykształciły się murawy napiaskowe, natomiast w zagłębieniach międzywydmowych torfowiska przejściowe. Siedliska te stanowią ostoję rzadkich gatunków porostów naziemnych i epifitycznych w tym brodaczek Usnea sp., mchów i grzybów. Ponadto stwierdzono tu dziesięć gatunków roślin naczyniowych wpisanych na Czerwoną Listę Roślin Naczyniowych w Polsce (Zarzycki., Szeląg Z. 2006):
- ponikło wielołodygowe Eleocharis multicaulis – kategoria E – wymierające – krytycznie zagrożone
- przygiełka brunatna  Rhynchospora fusca – kategoria E – wymierające – krytycznie zagrożone
- rosiczka pośrednia Drosera intermedia – kategoria E – wymierające – krytycznie zagrożone
- woskownica europejska  Myrica gale – kategoria [E] – wymierające – krytycznie zagrożone poza głównym obszarem występowania
- goryczka wąskolistna Gentiana pneumonanthe – kategoria V – narażone
- pływacz drobny  Utricularia minor – kategoria V – narażone
- rosiczka okrągłolistna Drosera rotundifolia – kategoria V – narażone
- sit ostrokwiatowy  Juncus acutiflorus– kategoria V – narażone
- widlicz cyprysowaty Diphasiastrum tristachyum – kategoria V – narażone
- aster ożota Linosiris vulgaris – kategoria R – rzadkie – potencjalnie zagrożone

Występują tu również fitocenozy zespołów roślinnych o subatlantyckim typie zasięgu należące do osobliwości szaty roślinnej Polski: Eleocharitetum multicaulis, Rhynchosporetum fuscae, Myricetum galis i Ranunculo-Juncetum bulbosi.

## Typy siedlisk
Na terenie obszaru Natura 2000 Mierkowskie Wydmy stwierdzono występowanie następujących typów siedlisk:
- 2330 – wydmy śródlądowe z murawami napiaskowymi
- 6230 – górskie i niżowe murawy bliźniczkowe (Nardion – płaty bogate florystycznie)
- 6410 – zmiennowilgotne łąki trzęślicowe (Molinion)
- 6510 – niżowe i górskie świeże łąki użytkowane ekstensywnie (Arrhenatherion eliatoris)
- 7140 – torfowiska przejściowe i trzęsawiska (przeważnie z roślinnością Scheuchzerio-Caricetea)
- 7150 – obniżenia na podłożu torfowym z roślinnością ze związku Rhynchosporion
- 9190 – pomorski kwaśny las brzozowo-dębowy (Betulo-Quercetum)
- 91E0 – łęgi wierzbowe, topolowe, olszowe i jesionowe (Salicetum albo-fragilis, Populetum albae, Alnenion)
- 91T0 – sosnowy bór chrobotkowy (Cladonio-Pinetum i chrobotkowa postać Peucedano-Pinetum)
- 2190 -6 – wilgotne zagłębienia międzywydmowe (zarośla woskownicy europejskiej – Myricetum galis)